# Kampfgruppe
Die Kampfgruppe (KG) war eine verbreitete Formation der Wehrmacht und der Waffen-SS während des Zweiten Weltkriegs sowie ein Großverband in den Anfangsjahren der Bundeswehr.

## In der Wehrmacht und SS
Gegen Ende des Krieges wurde der Zusammenhalt der Division, den für den selbstständigen Einsatz befähigten Verband, als organisches Ganzes immer loser und zerfiel in eine selbstständige Kampfweise kleiner gemischten Gruppen, die zumeist Kampfgruppen genannt wurden. Diese sich anbahnende Krise des Divisionssystems wurde durch die Auflockerung und Weite des Schlachtfeldes ausgelöst und die bewegliche Kriegsführung mit rasch wechselnden Gefechtslagen verstärkte die Notwendigkeit, verschiedene Waffen zu einem bestimmten Zweck rasch zu einer Kampfgruppe zu vereinigen.
Üblicherweise trat eine Kampfgruppe in Bataillonsstärke auf und bestand somit aus 300 bis 1.200 Soldaten. Bei Bedarf konnte der Personalbestand stark variieren. Es existierten 60-Mann-Einheiten und Kampfgruppen in Korps-Stärke mit 40.000 Soldaten. Kampfgruppen waren ad hoc und auf Zeit gebildete Verbände der verbundenen Waffen und umfassten in der Regel neben Infanterie und Artillerie auch Panzer- und sonstige spezialisierte Truppen. Die Kampfgruppen wurden nach ihren Kommandeuren, den aufstellenden Verbänden oder auch neutralen Namen, so beispielsweise „Kampfgruppe Granit“, benannt.
Auch die SS bildete im Verlauf des Deutsch-Sowjetischen Krieges Kampfgruppen, so etwa die vom November 1942 bis zum Juli 1944 existierende Kampfgruppe von Gottberg, die unter dem Deckmantel der Partisanenbekämpfung schwere Kriegsverbrechen gegen die weißrussische Zivilbevölkerung beging.

## In der Bundeswehr

### Aufstellung
In den Anfangsjahren der Bundeswehr (Heeresstruktur 1) war die Kampfgruppe die übliche Formation für einen aus mehreren Truppengattungen zusammengesetzten Verband unterhalb der Ebene der Division. Diese Organisationsform beruhte auf dem Vorbild der Battle Group in der Pentomic-Struktur der US-Armee, die 1957 unter Generalstabschef Maxwell D. Taylor angesichts der voraussichtlichen Bedingungen eines Atomkriegs eingeführt worden war. Eine Kampfgruppe war ein Verband, dessen Stärke zwischen dem herkömmlichen Bataillon und dem Regiment lag. Aufgestellt wurden elf Kampfgruppen, sechs Panzerkampfgruppen, eine Panzerlehrkampfgruppe, zwei Gebirgskampfgruppen und zwei Luftlandekampfgruppen.

### Bezeichnungssystematik
Die Kampfgruppen der Division trugen Kampfgruppennummern nach dem Muster -kampfgruppe A/B/C Divisionsnummer. Die Panzerkampfgruppe C3 war also beispielsweise die dritte Kampfgruppe der 3. Division. Der schnelle Aufwuchs und häufige Umgliederungen bedingte aber nicht immer eine nach diesem Muster stringente Nummerierung. Die Panzerlehrkampfgruppe unterstand keiner Division, sondern der Panzertruppenschule.

### Umgliederung zur Heeresstruktur 2
Bereits in der Heeresstruktur 2 wurden die Kampfgruppen bis etwa März 1959 entsprechend den NATO-Standards in Brigaden umgegliedert und neu durchnummeriert. Kampfgruppen als Formation im Heer gab es danach nicht mehr.

### Liste der Kampfgruppen
| Bezeichnung              | Standort Stab                            | Aufstellung   | Unterstellung                                       | „Nachfolger“                                            |
| ------------------------ | ---------------------------------------- | ------------- | --------------------------------------------------- | ------------------------------------------------------- |
| Panzerlehrkampfgruppe    | Munster                                  | 1. Jun. 1958  | Panzertruppenschule                                 | → Panzerlehrbrigade 9                                   |
| Kampfgruppe A 1          | Hannover                                 | 1. Jul. 1956  | 1. Grenadierdivision                                | → Panzergrenadierbrigade 2                              |
| Kampfgruppe B 1, „alt“   | Neumünster                               | 1. Jul. 1956  | 1. Grenadierdivision                                | → Kampfgruppe B 6                                       |
| Kampfgruppe B 1, „neu“   | Hildesheim                               | 1. Apr. 1958  | 1. Grenadierdivision                                | → Panzergrenadierbrigade 1                              |
| Kampfgruppe C 1          | Nienburg                                 | 10. Jul. 1957 | 1. Grenadierdivision                                | → Panzerbrigade 3                                       |
| Kampfgruppe A 2          | Hann. Münden ab 1956 Marburg             | 1. Jul. 1956  | 2. Grenadierdivision                                | → Panzerbrigade 6                                       |
| Kampfgruppe B 2          | Goslar ab 1956 Holzminden ab 1957 Kassel | 1. Jul. 1956  | 2. Grenadierdivision                                | → Panzergrenadierbrigade 5                              |
| Kampfgruppe C 2          | Göttingen                                | Mai 1958      | 2. Grenadierdivision                                | → Panzergrenadierbrigade 4                              |
| Kampfgruppe A 3          | Hamburg                                  | 1. Aug. 1956  | 3. Panzerdivision                                   | → Panzerbrigade 8 → Panzergrenadierbrigade 17           |
| Panzerkampfgruppe B 3    | Schleswig ab 1958 Schwanewede            | 1. Aug. 1956  | 3. Panzerdivision                                   | → Panzergrenadierbrigade 32                             |
| Panzerkampfgruppe C3     | Unna ab 1959 Augustdorf                  | 15. Aug. 1957 | 3. Panzerdivision → 7. Panzerdivision (7. Division) | → Panzerbrigade 21                                      |
| Kampfgruppe A 4          | Amberg                                   | 1. Jul. 1956  | 4. Grenadierdivision                                | → Panzerbrigade 12 → Panzergrenadierbrigade 10          |
| Kampfgruppe B 4          | Coburg ab 1956 Ellwangen ab 1958 Bogen   | 1. Jul. 1956  | 4. Grenadierdivision                                | → Panzergrenadierbrigade 11                             |
| Panzerkampfgruppe C4     | Regensburg ab 1958 Ellwangen             | 12. Mai 1958  | 4. Grenadierdivision                                | → Panzerbrigade 30                                      |
| Panzerkampfgruppe A 5    | Hohenfels ab 1957 Koblenz                | 6. Nov. 1956  | 5. Panzerdivision                                   | → Panzerbrigade 14                                      |
| Panzerkampfgruppe B 5    | Grafenwöhr ab 1957 Wetzlar               | 1. Aug. 1956  | 5. Panzerdivision                                   | → Panzergrenadierbrigade 13                             |
| Panzerkampfgruppe C 5    | Koblenz                                  | 1. Apr. 1957  | 5. Panzerdivision                                   | → Panzerbrigade 15                                      |
| Kampfgruppe A 6          | Koblenz                                  | 2. Jan. 1958  | 6. Grenadierdivision (6. Division)                  | → Panzergrenadierbrigade 16 → Panzergrenadierbrigade 17 |
| Kampfgruppe B 6          | Neumünster                               | 1. Apr. 1958  | 6. Grenadierdivision (6. Division)                  | → Panzerbrigade 18 → Panzergrenadierbrigade 17          |
| Gebirgskampfgruppe A 8   | Bad Reichenhall                          | Mai 1957      | 1. Gebirgsdivision                                  | → Gebirgsjägerbrigade 23                                |
| Gebirgskampfgruppe B 8   | Mittenwald                               | 1. Jul. 1957  | 1. Gebirgsdivision                                  | → Gebirgsjägerbrigade 22                                |
| Luftlandekampfgruppe A 9 | Esslingen ab 1958 Sigmaringen            | 1. Mai 1957   | 1. Luftlandedivision                                | → Fallschirmjägerbrigade 25                             |
| Luftlandekampfgruppe B 9 | Esslingen ab 1958 Sigmaringen            | Sep. 1958     | 1. Luftlandedivision                                | → Luftlandebrigade 26                                   |

## International
Das Konzept der Kampfgruppe der Wehrmacht wurde später z. B. von der United States Army („Combat Team“) und der israelischen Armee übernommen. Die NATO beziehungsweise die EU stellt multinationale EU Battlegroups auf.